# Petidina
A petidina, meperidina, piperosal, dolosal, demerol ou ainda dolantina (nome comercial pelo qual a petidina é conhecida popularmente no Brasil) é um analgésico, que actua como depressor do sistema nervoso central, utilizado para alívio da dor de intensidade média ou alta, geralmente em pacientes em casos terminais de neoplasias.
Pertence ao grupo dos opioides sintéticos, aos quais pertence também, por exemplo, a metadona. Tal como outros opióides, pode causar síndrome de abstinência se o uso contínuo for suspenso de forma abrupta. Portanto, deve-se retirar a dose de modo gradual.
Pode ser substituída com grande vantagem pela morfina, sendo que esta apresenta menor taxa de efeitos colaterais que a meperidina.
Depois da morte de Michael Jackson a mídia lançou boatos de que o demerol teria causado a sua morte, mas após a autópsia do corpo, foi confirmado que não tinha nenhuma droga ilícita no seu corpo, e que ele havia morrido por intoxicação aguda de Propofol.

## Mecanismo de Ação
Como todo fármaco opioide, a petidina no SNC, age no neurônio pré-sináptico, liga-se ao receptor μ, do tipo GPCR, ativando a proteína G do tipo Gi/G0 provocando a inibição da atividade de ciclase de adenilil reduzindo assim o conteúdo intracelular de AMPc o que irá causar a redução da abertura dos canais de cálcio voltagem dependentes. Assim as vesículas contendo glutamato, neuropeptídios CGRP e substância P não são exocitadas para fora da membrana do neurônio. No neurônio pós-sináptico ocorre novamente a ligação ao receptor μ, ativando a proteína G, provando a inibição da atividade de ciclase de adenilil reduzindo assim o conteúdo intracelular de AMPc, só que ao invés de causar redução nos canais de cálcio, haverá a abertura dos canais de potássio retificadores internos causando uma hiperpolarização da membrana pós-sináptica, diminuindo a abertura dos canais voltagem dependentes do íon sódio fazendo com que haja uma redução da transmissão de potenciais de ação.

## Classificação
- MSRM
- ATC - N02AB02